# 巴托利尼-薩林貝尼宮

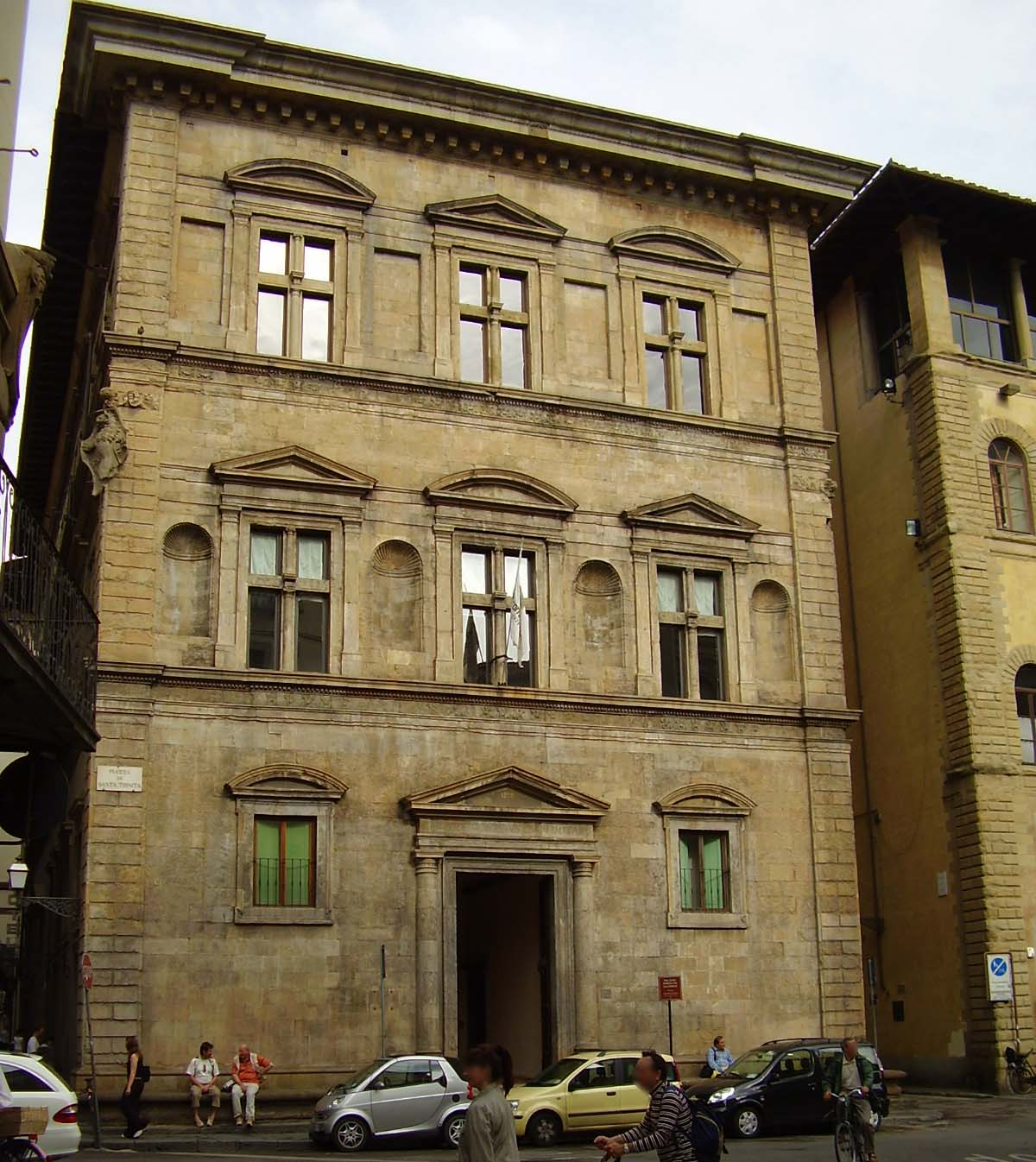
巴托利尼-薩林貝尼宫

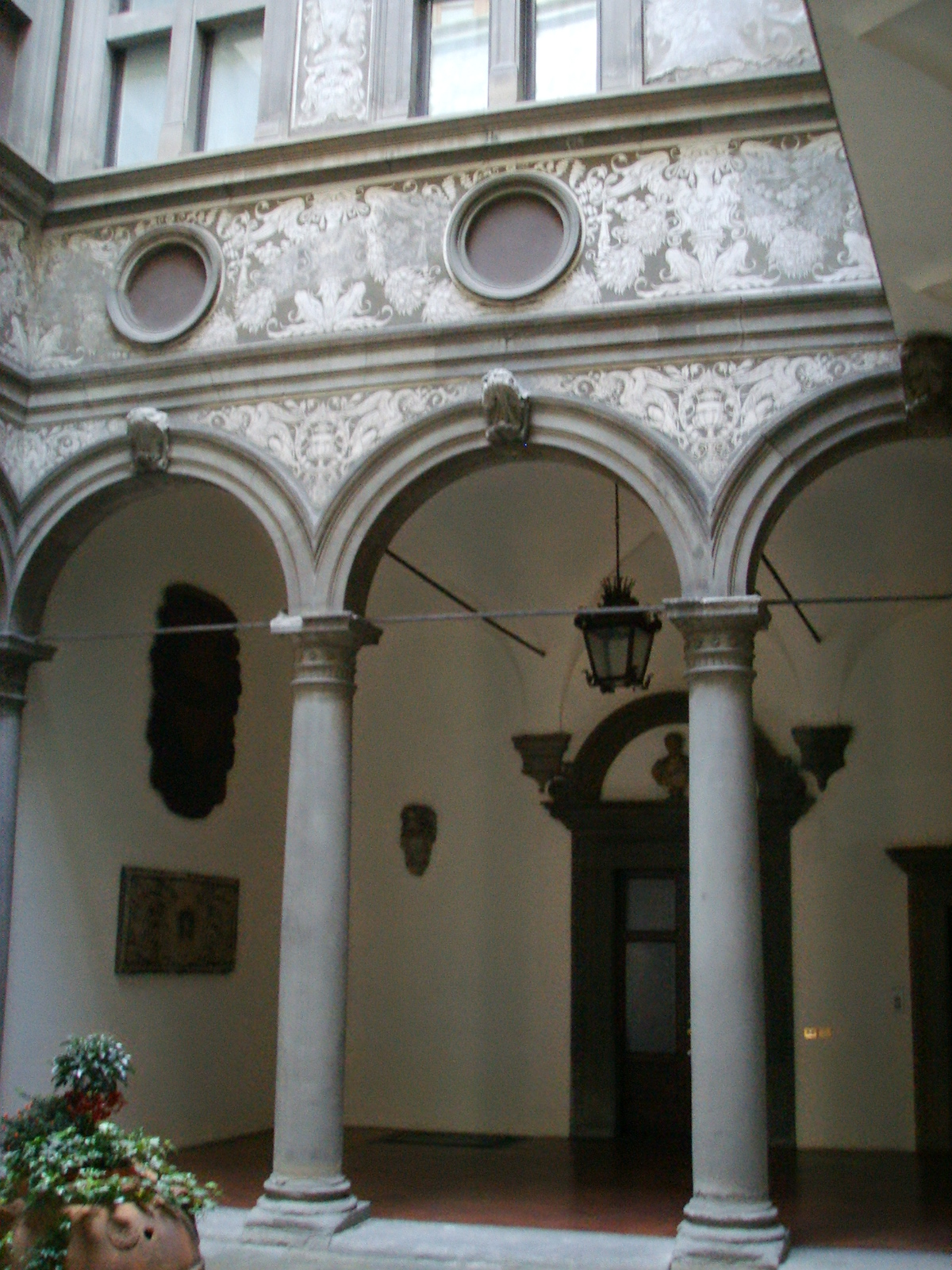

巴托利尼-薩林貝尼宫（義大利語：Palazzo Bartolini Salimbeni）是意大利佛罗伦萨的一座文艺复兴宫殿。

## 历史
巴托利尼-薩林貝尼宫位于天主圣三广场。目前的建筑由巴乔·阿尼奥洛建于1520年2月27日-1523年5月之间。巴托利尼-薩林貝尼宫是佛罗伦萨第一座“罗马”文艺复兴风格的宫殿。奇异的新风格引起了很大的非议。虽然一代人之后文艺复兴艺术史学家乔尔乔·瓦萨里称赞它「细节高贵」（gentile di membra），以回应当时佛罗伦萨人的批评。巴乔在门上刻上拉丁文铭文「批评比模仿更容易」（Carpere promptius quam imitari）。 在窗户上又刻上意大利文铭文 「不睡觉」（Per non dormire）。
巴托利尼-薩林貝尼家族住在这座宫殿，直到19世纪初。1839年，它成为酒店，美国作家赫尔曼·梅尔维尔曾经入住。1863年它被萨沃亚王子收购。
这座宫殿在1961年修复，现在是私人财产。